# Droga wojewódzka 306
Die Droga wojewódzka 306 (DW 306) ist eine 53 Kilometer lange Droga wojewódzka (Woiwodschaftsstraße) in der polnischen Woiwodschaft Großpolen, die Stęszew mit Buk verbindet. Die Strecke liegt im Powiat Szamotulski und im Powiat Poznański.

## Streckenverlauf
Woiwodschaft Großpolen, Powiat Szamotulski
-  Lipnica (DW 187)
- Wierzchaczewo
- Pólko (Neu Borui)
-  Sękowo (DK 92)
- Wilczyna
- Duszniki (Duschnik)
- Sędziny (Groß Lintze)
- Wielkawieś

Woiwodschaft Großpolen, Powiat Poznański
-  Buk (Buk) (A 2, DW 307)
- Tomiczki
-  Stęszew (Stenschewo) (S 5, DK 5, DK 32)
-  Łódź (Lodz) (DW 487)
-  Dymaczewo Nowe (Neusee) (DW 431)